# Abba Eban
Abba Eban (אבא אבן), ou Aubrey Solomon Meir, né le 2 février 1915 au Cap, Afrique du Sud, et mort le 17 novembre 2002 à Tel Aviv-Jaffa, était un diplomate et homme politique israélien. Il fut ministre travailliste des Affaires étrangères de 1966 à 1974.

## Jeunesse, études et guerre
Né en Afrique du Sud, Eban vit ensuite en Angleterre, où il fréquente la St Olave's Grammar School de Southwark avant de faire des études classiques et en langues orientales au Queens' College de Cambridge. Après l'obtention de sa licence, Il fait des recherches en arabe et en hébreu au Pembroke College de 1938 à 1939. Lorsqu'éclate la Seconde Guerre mondiale, Eban part travailler pour Chaim Weizmann à l'Organisation sioniste mondiale à Londres dès décembre 1939. Quelques mois après, il rejoint la British Army en tant qu'officier de renseignement, où il obtient le grade de major. Il sert en tant qu'officier de liaison entre les Alliés et la Yichouv en Palestine. S'appuyant sur ses talents linguistiques, il traduit en 1947 depuis l'arabe, Maze of Justice: Diary of a Country Prosecutor, une nouvelle de 1937 signée par Tawfiq al-Hakim.

## Carrière politique

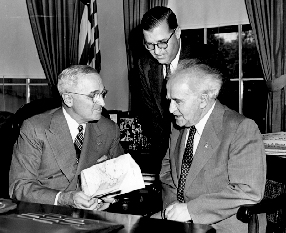
Abba Eban au centre avec Harry S. Truman et David Ben Gourion, dans le Bureau ovale, le 8 mai 1951.

Eban rentre brièvement à Londres pour travailler au département de l'information de l'Agence juive, qui l'envoie ensuite à New York, où l'Assemblée générale des Nations unies débat de la « question de la Palestine ». En 1947, il est nommé officier de liaison du Comité spécial des Nations unies sur la Palestine, où il obtient l'accord pour la partition de la Palestine entre Juifs et Arabes: Résolution 181. C'est alors qu'il change son nom pour le mot hébreu Abba (surnom qui lui était souvent attribué jusqu'alors) qui signifie « Père », peut-être parce qu'il se voit comme le père de la nation israélienne. Eban passe une dizaine d'années aux Nations unies et est en même temps ambassadeur d'Israël auprès des États-Unis. Il est célèbre pour ses talents d'orateur, Henry Kissinger dira de lui : « Je n'ai jamais rencontré quiconque égalant sa maîtrise de l'anglais. Des phrases débitées en constructions mélodieuses suffisamment compliquées pour tester l'intelligence de son auditeur et le laisser pantois face à la virtuosité de l'orateur. »
Sa présentation soignée, sa maîtrise de l'histoire et ses discours puissants lui confèrent une certaine autorité aux Nations unies. Il parle couramment dix langues. Si bien qu'en 1952, Eban est élu vice-président de l'Assemblée générale des Nations unies.

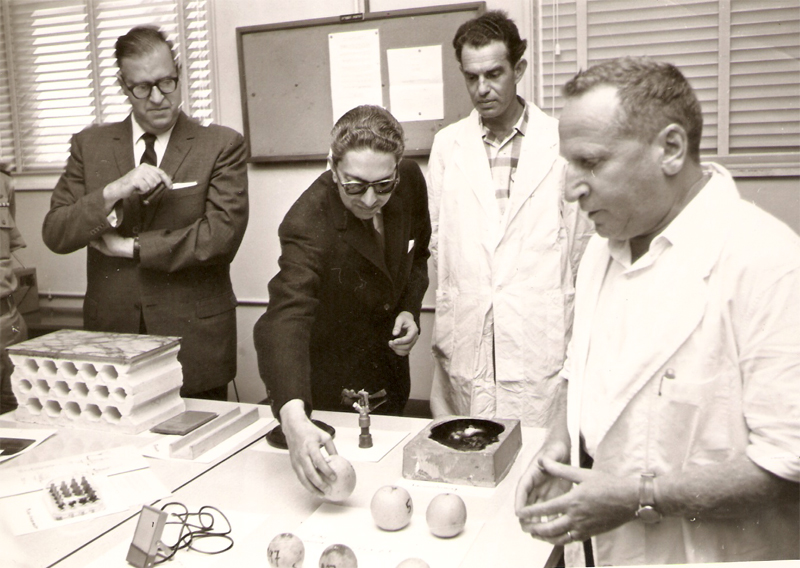
Abba Eban (à gauche) accompagna le roi du Népal lors d'une visite, en 1958, à l'Institut Weizmann à Rehovot. Peu après cette visite, Abba Eban devint président de l'Institut.

Eban quitte les États-Unis en 1959 et rentre en Israël, où il est élu à la Knesset en tant que membre du Mapai (ancêtre du Parti travailliste). Dans le gouvernement de David Ben Gourion, il est ministre de l'Éducation et de la Culture, de 1960 à 1963, puis vice-premier ministre dans celui de Levi Eshkol jusqu'en 1966. Pendant toute cette période (1959–1966), il est également président de l'Institut Weizmann à Rehovot.
De 1966 à 1974, Eban est ministre des Affaires Étrangères de l'État d'Israël et défend la réputation du pays après la guerre des Six Jours. Il est néanmoins un fervent partisan de l'échange des territoires occupés contre un accord de paix. Il joue un rôle important dans la rédaction de la fameuse résolution 242 du Conseil de sécurité des Nations unies en 1967 et dans celle de la résolution 338 du Conseil de sécurité des Nations unies en 1973. Eban est souvent critiqué pour n'avoir pas exposé publiquement son opinion au sein du débat politique israélien. Cependant, il est connu pour son soutien au camp moins belliqueux et pour être moins en moins avare de son opinion après qu'il a quitté le cabinet. En 1977 et 1981, ce n'est un secret pour personne qu'en cas de victoire électorale des travaillistes, Shimon Peres nommerait Eban ministre des Affaires étrangères. Eban se voit offrir le poste de ministre sans portefeuille du gouvernement d'union nationale de 1984, mais il décline l'offre pour occuper le siège de président de la commission permanente des Affaires étrangères et de la Défense (ועדת חוץ וביטחון) de la Knesset de 1984 à 1988.

## Retraite active
En 1988, après trois décennies passées à la Knesset, il perd son siège à la suite de divisions internes au sein du parti travailliste. Il consacre le reste de son existence à écrire et enseigner, y compris comme professeur invité des universités de Princeton, Columbia et George-Washington. Il assure également le commentaire de documentaires télévisuels comme Heritage: Civilization and the Jews (PBS, 1984), Israel, A Nation Is Born (1992), et On the Brink of Peace (PBS, 1997).
En 2001, Eban reçoit le prix Israël, le prix le plus prestigieux de l'État d'Israël. Il meurt en 2002 et est inhumé à Kfar Shemaryahu, au nord de Tel Aviv. Son épouse Suzy est décédée en 2011 à 90 ans.

## Œuvres
- 1957 : (en) Voice of Israël, (OCLC 332941)
- 1959 : (en) The tide of nationalism. (OCLC 371099)
- 1968 : (en) My people: the story of the Jews, (OCLC 421381)
- 1972 : (en) My country; the story of modern Israël, (OCLC 2636525)
- 1977 : (en) Abba Eban: an autobiography, (OCLC 3072371)
- 1983 : (en) The new diplomacy: international affairs in the modern age,  (ISBN 978-0-394-50283-0)
- 1984 :  (en) Heritage: civilization and the Jews,  (ISBN 978-0-671-44103-6)
- 1992 : (en) Personal witness: Israël through my eyes,  (ISBN 978-0-399-13589-7)
- 1998 : (en) Diplomacy for a new century,  (ISBN 978-0-300-07287-7)

### Traductions de ses œuvres
- Abba Eban : autobiographie ; traduit de l'anglais par Anne Doba et Benoît Cras, Paris : Buchet/Chastel, 1979 (OCLC 77366728)
- Mon peuple : Histoire du peuple juif, Paris, Buchet/Chastel, 1970 (OCLC 32172497)
- Mon pays : L'épopée d'Israël moderne, Paris : Buchet/Chastel, 1975 (OCLC 53518233)